# Armes de destruction massive à Taïwan
Officiellement, Taïwan ne possède pas d'armes nucléaires et s'interdit d'en développer. Toutefois, par deux fois — entre 1974 et 1977 puis entre 1978 et 1987 — les autorités taïwanaises ont tenté de mettre au point une bombe atomique. 
Aujourd'hui, ce pays, de même que le Japon, aurait les moyens scientifiques et techniques de fabriquer ce type d'arme dans des délais d'un à deux ans. En outre, Taïwan possède déjà les vecteurs nécessaires à la projection de ces bombes sur une grande partie de la république populaire de Chine.

## Historique du programme nucléaire
Dès que la République populaire de Chine eut testé sa première bombe A, en 1964, et commença à développer son arsenal nucléaire, les autorités de Taipei, alors encore aux yeux de nombreux pays le représentant légal de la Chine, décidèrent d'entamer des recherches dans le domaine nucléaire militaire. Ces recherches furent menées à la National Chung-Shan Institute of Science and Technology (en) ((zh) : 中山科學研究院) fondée en 1968 et l'Institute of Nuclear Energy Research (en) (INER) fondé en 1969, ces administrations étant basées sur le site de l'institut Chunghsan, dans un périmètre de sécurité situé à 43 km au sud-ouest de Taipei. Bien que ce dernier institut dépende formellement du conseil à l'énergie atomique ((zh): 行政院原子能委員會, Atomic Energy Council (en), créé en 1955), lui-même subordonné au Yuan exécutif (pouvoir exécutif actuellement en place à Taïwan), son personnel travaille  sous la direction de l’institut Chungshan. Les premières informations remontent à 1967. Cependant, ce fut après son expulsion de l'ONU en 1971 que Taïwan envisagea sérieusement de se doter de l'arme nucléaire. L'isolement international de Taïwan est étroitement lié à ce tournant stratégique.
Certes, Taïwan adhère au traité sur la non-prolifération des armes nucléaires le 1er juillet 1968. Après son expulsion de l'AIEA en 1971, elle signa trois accords l'engageant à n'utiliser ses installations nucléaires que dans un but civil : l'un avec l'administration américaine, le second avec l'AIEA et Washington et le troisième avec l'AIEA.
Néanmoins, en 1974, la Central Intelligence Agency conclut que « Taipei effectue son petit programme nucléaire avec une option d'arme clairement à l'esprit, et il sera en mesure de fabriquer un engin nucléaire au bout de cinq ans ». C'est après de dures transactions que les inspecteurs de l’AIEA purent, en 1976/1977, pénétrer dans les installations de l'INER et rassembler des preuves sur le programme nucléaire militaire de Taïwan. Immédiatement, les Américains exigèrent de Taipei un abandon de ce projet. Cependant, en 1978, à la demande de Chiang Ching-kuo, fils de Tchang Kaï-chek devenu président de la République de Chine, les recherches reprirent. Un essai hydronucléaire de petite dimension effectué en avril 1986 sur la base de Chiu-p’eng (Chiu-Peng, Chiupeng à l’extrémité sud de Formose), fut repéré par les satellites espions américains. Washington demanda alors à Taipei d'immédiatement mettre fin à ce programme et de respecter ses engagements internationaux. Ce ne fut qu'en décembre 1987 ou janvier 1988, à la suite du départ précipité vers les États-Unis avec de nombreux documents d'un espion à la solde de la Central Intelligence Agency, le colonel Chang Hsien-yi, l'un des quatre directeurs-adjoints de l'INER, que les Américains accentuèrent leur pression.
La CIA aurait détruit « secrètement » après avoir prévenu au dernier moment Chiang Ching-kuo déjà malade (il décèdera le 13 janvier 1988), les installations et la documentation relative à la fabrication d'armes nucléaires se trouvant au centre de Taoyuan,. Peu après Taïwan ferma son plus grand réacteur de recherche civile, le Taiwan Research Reactor de 40 mégawatts fourni par le Canada en 1969 et ayant atteint sa masse critique le 3 janvier 1973 ; celui-ci, construit sur le site de l'institut Chunghsan, pouvant fournir jusqu'à dix kilos de plutonium à usage militaire par an. Le président des États-Unis Ronald Reagan demanda au nouveau président de Taïwan Li Tenghui un arrêt total et vérifiable de ce programme, ce qui entraina également l’arrêt du programme de missile balistique associé.
Depuis, les autorités taïwanaises ont officiellement renoncé à se doter de l'arme nucléaire mais rappellent, à chaque fois qu'elles le jugent nécessaire, leur capacité de développer ce moyen de dissuasion dans un laps de temps relativement bref. Ainsi, fin juillet 1995, au début de la troisième crise du détroit de Taïwan, le président Li Tenghui déclara : « La république de Chine a les moyens de développer l'arme nucléaire mais elle n'a en aucun cas l'intention de le faire ». Certains responsables du Parti démocrate progressiste dans l'opposition indépendantiste dont Chou Po-lun et Lin Yi-hsiung (en) étaient, à cette époque, ouvertement favorables à cette option mais d'autres responsables du PDP, tels Parris Chang, y ont toujours été farouchement opposés.
Régulièrement, des informations  rapportent que Taïwan resterait engagé dans la recherche nucléaire militaire, et même qu'elle posséderait déjà un certain nombre d'armes nucléaires. Plusieurs publications  accréditent l'idée qu'à la suite de la crise des missiles de 1995-1996, du fait de l'accroissement des risques extérieurs, Taïwan aurait acquis quelques armes d'origine russe ou plus vraisemblablement du programme nucléaire de l'Afrique du Sud qui pourraient être utilisées en cas d'attaque de l'Armée populaire de libération.

## Vecteurs

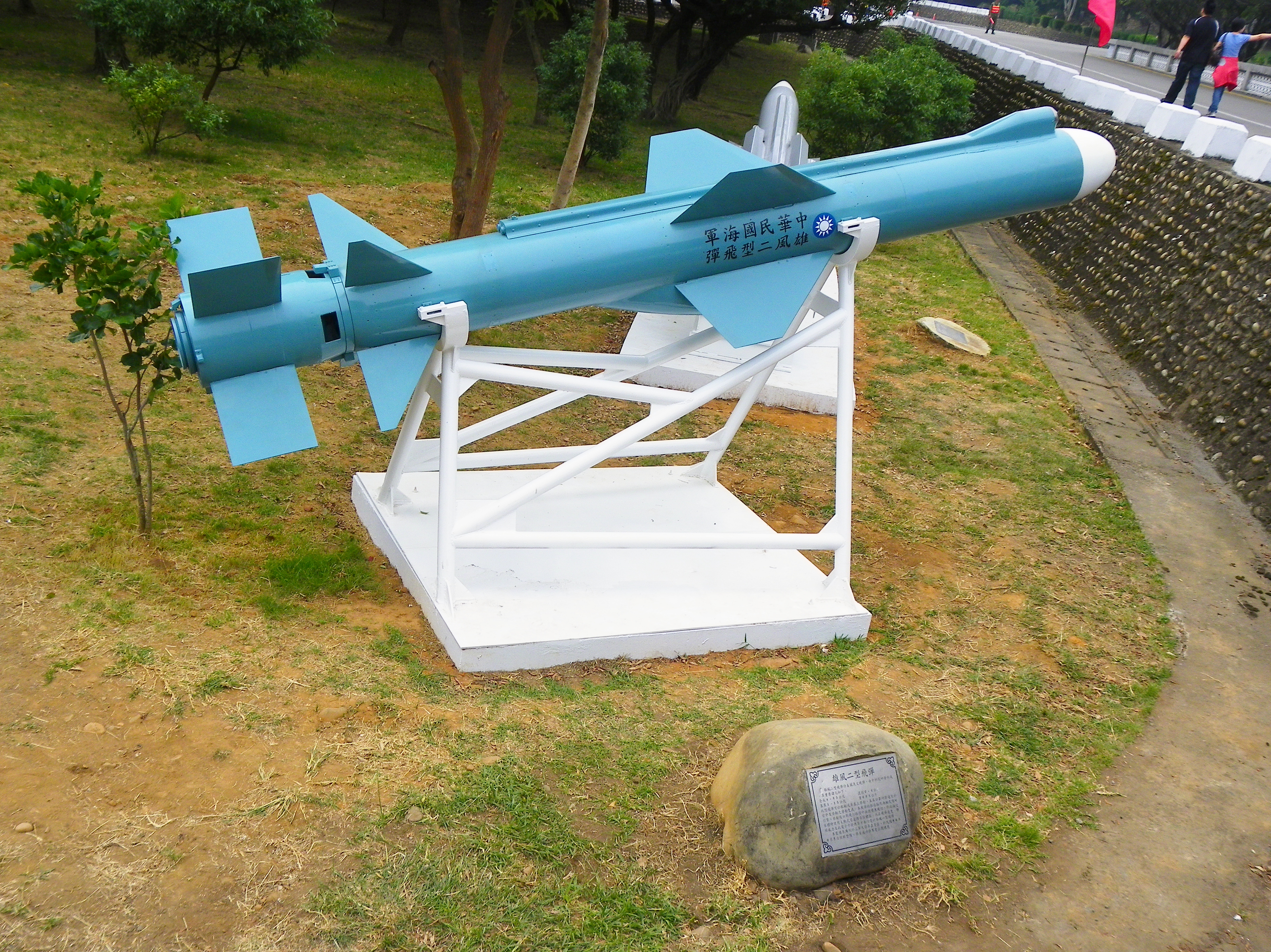
Missile antinavire Hsiung Feng II. Le Hsiung Feng IIE est dérivé de celui-ci.

Selon ces sources, l'armée de la République de Chine aurait les moyens de lancer au moins deux missiles de moyenne portée en direction du continent en 2000. 
Depuis 2005, la conception d'un missile de croisière nommé Hsiung Feng IIE d'une portée de 600 à 1 000 kilomètres a été finalisée et il est en service à 300 exemplaires en juillet 2012 sur trois sites du 601e groupe du commandement des missiles; le missile de croisière trisonique Yun Feng (en) d'une portée annoncé à 1 200 km devait être produit à partir de 2014 à 150 unités mais on spécule que cela avait été abandonné avant l'annonce officielle d'une production depuis 2019 d'une version améliorée.
Les différents types d'avions de chasse de la force aérienne de la République de Chine peuvent éventuellement embarquer une arme nucléaire.
Cependant, tant l'Intelligence Community américaine que les services de renseignement russes continuent d'affirmer publiquement que Taïwan ne dispose pas d'armes de destruction massive,.

## Arme chimique
Taiwan possède de faibles quantités de sarin. Mais elle déclare qu'il s'agit de matériel pour des recherches défensives et qu'elle n'a pas l'intention de produire des armes chimiques offensives[réf. souhaitée].
Dans les années 1980 Taïwan, isolée diplomatiquement, noua des contacts avec Israël et l’Afrique du Sud. Si Taïwan n’entretiendra jamais de relations diplomatiques officielles avec ces deux pays, leurs militaires haut gradés respectifs viendront souvent à échanger et à se rencontrer. Elle eut ainsi la visite de Wouter Basson, chef du « Projet Coast » chargé de développer des armes bactériologiques et chimiques. Son voyage à Taïwan devait lui permettre de récolter des informations sur ce qui se faisait en la matière en République de Chine mais celle-ci n’ayant jamais dépassé le stade des recherches prospectives en ce domaine, on ignore ce qu’aura réellement pu ramener de Formose le médecin sud-africain[réf. souhaitée].
Taïwan dispose de deux laboratoires P4 lui donnant les moyens de travailler en sécurité sur des agents pathogènes nouveaux ou plus anciens contre lesquels il n’existe pas encore de traitement ou de vaccin : le Kwen-yang Laboratory ( 昆陽實驗室 ) sous contrôle du Ministère de la santé et le Preventive Medical Institute of ROC Ministry of National Defense sous contrôle des forces armées. La presse locale se fait quelquefois l’écho de rumeurs voulant que Taïwan cherche à développer des armes bactériologiques mais elles sont à chaque fois démenties par les autorités sans qu’aucune preuve ne vienne étayer ces rumeurs de programme offensif[réf. souhaitée]. Les activités de ces deux laboratoires sont jusqu’à maintenant uniquement dites défensives : détection de germes infectieux et mise au point d’éventuels vaccins.

## Armes nucléaires des États-Unis à Taïwan

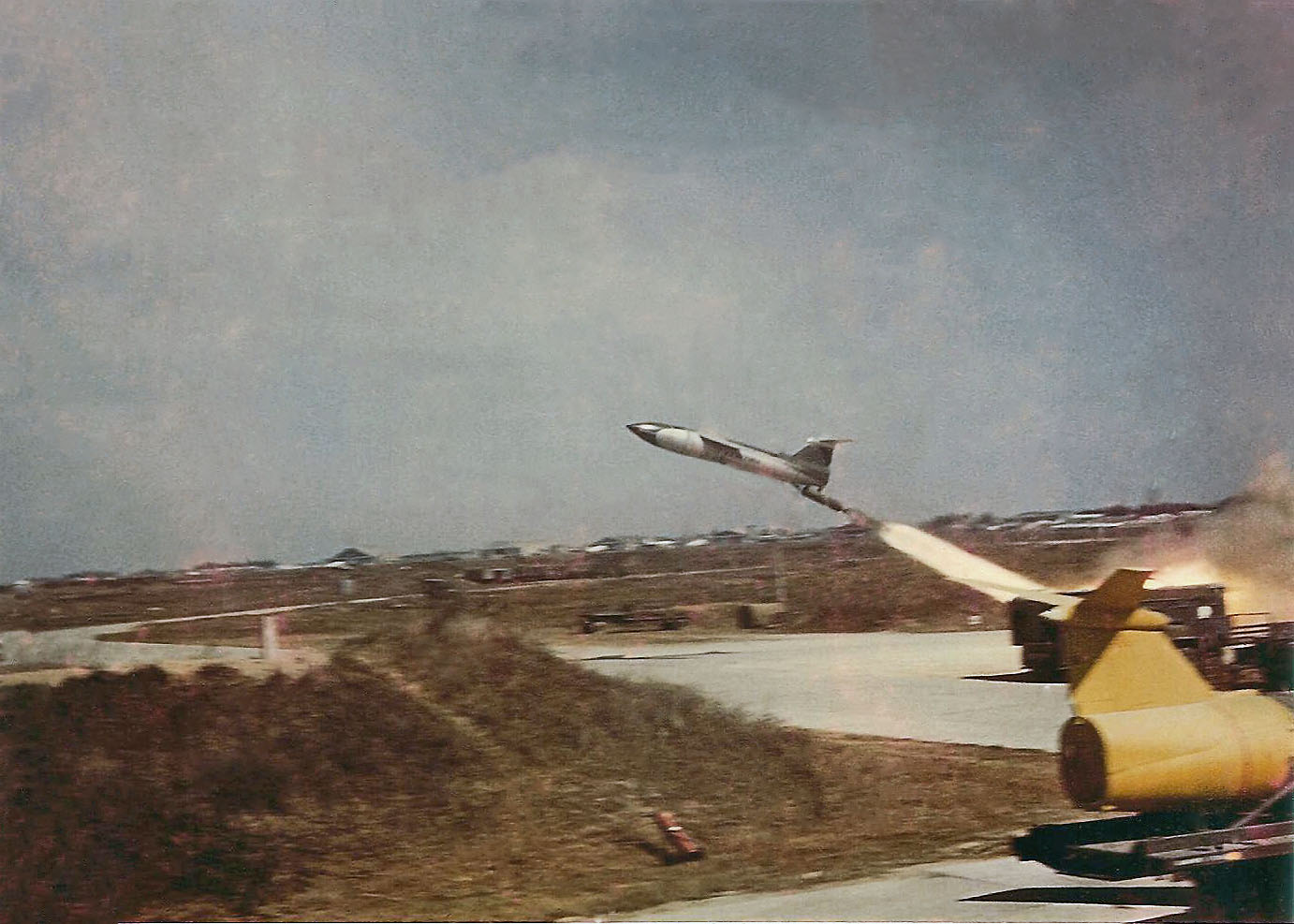
Lancement par le 868th Tactical Missile Squadron d'un missile TM-61C de la Tainan Air Base en 1959

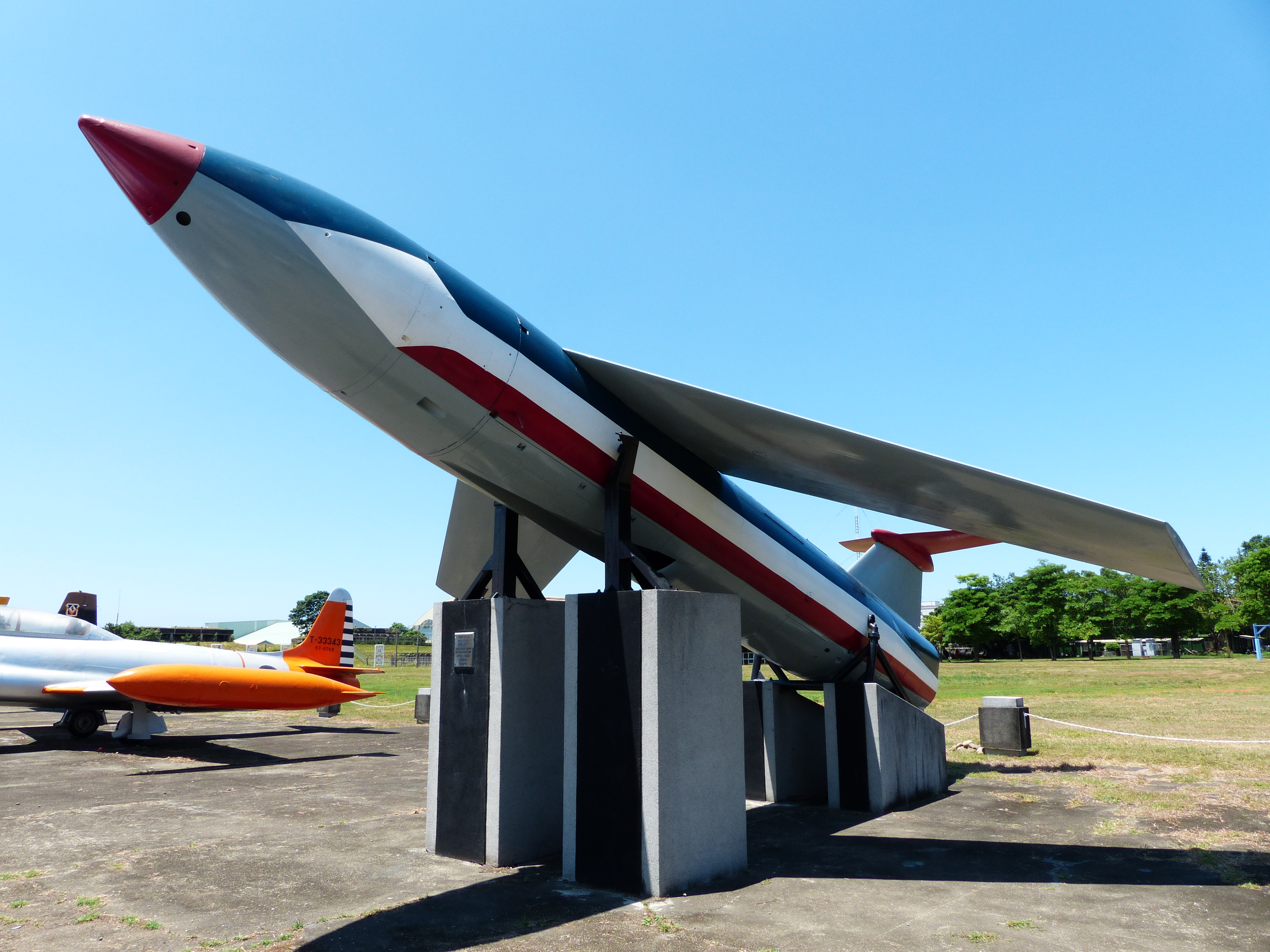
Un missile Matador exposé à la base aérienne de Tainan en 2013.

Lors de la guerre froide, le président des États-Unis Eisenhower déclara en 1955 ouverte la possibilité d’employer l’arme nucléaire lors de la première crise du détroit de Taïwan pour défendre l'île. Lors de la seconde crise en 1958, des plans de frappes furent mis sur pied en plaçant de facto sous le parapluie nucléaire américain Taïwan. Des armes nucléaires américaines sont entreposés à Formose de janvier 1958 à juillet 1974 par des unités du United States Taiwan Defense Command. Leur nombre varia d’une douzaine à l’origine à moins d’une centaine sous la forme de missiles de croisière MGM-1 Matador armées d’ogives W5 d’une puissance estimée à 20 ou 40 kt du 868e escadron de missiles tactiques sur la base de Tainan qui prit sa première alerte le 10 mai 1959 jusqu’au 25 mars 1962 (Un Matador doit pouvoir être lancé 15 minutes après la notification de l'ordre de tir et un deuxième missile lancé dans les 40 minutes) et de bombes pour avions utilisables par les chasseurs F-100 et F-4 de l’US Air Force à partir de janvier 1960.